# Iran Aseman Airlines
Iran Aseman Airlines eller Aseman (persisk: هواپیمایی آسمان) er et iransk flyselskab grundlagt i Tehran i 1970. Flyselskabet opererer med indenrigsflyvninger og regionale flyvninger inden for den Persiske Golf, samt charter- og taxaflyvninger.

## Historie
Selskabet blev etableret i sin nuværende form 1980, hvor de første flyvninger også påbegyndtes. Indtil marts 2007 var selskabet ejet af en iransk pensionsfond, og havde på daværende tidspunkt 298 ansatte. Siden blev selskabet privatiseret. Selskabets historie går tilbage til 1958, til selskabet Air Taxi Co., som blev til Pars Air i 1970'erne, og som senere blev til Aseman Airlines. Aseman var det første flyselskab i det vestlige Asien, som oprettede luftambulancetjenester. 

## Flytyper
Følgende, er en liste over Iran Aseman Airlines flytyper. (Senest opdateret: August 2014).